# Natalie
Natalie (яп. ナタリー Натари:) — японский веб-сайт, посвящённый новостям индустрии развлечений. Открылся 1 февраля 2007 года. Принадлежит компании Natasha, Inc. Назван по одноимённой песне[уточнить] Хулио Иглесиаса. Поставляет новости таким ведущим японским интернет-порталам и социальным сетям, как Mobage Town, GREE, Livedoor, Excite, Mixi и Yahoo! Japan. Также сайт добился успеха в Твиттере: на декабрь 2010 года с 300 тысячами подписчиков это третье самое читаемое средство массовой информации Японии (после Mainichi Shimbun и Asahi Shimbun).

## История
Компания Natasha, Inc., контент-провайдер, была основана в декабре 2005 года. В феврале 2006 года она стала обществом с ограниченной ответственностью (югэн гайся), а в январе 2007 года была преобразована в акционерную компанию (кабусики гайся).
1 февраля 2007 года Natasha, Inc. открыла свой собственный новостной сайт Natalie, названный по одноимённой песне («Nathalie») Хулио Иглесиаса. Сайт был посвящён только музыкальным новостям и был создан с идеей обновляться ежедневно, чего печатные издания делать не могли. На веб-сайте также можно было зарегистрироваться; после регистрации пользователь мог комментировать новостные статьи, а также создать список из вплоть до 30 исполнителей, о которых он хотел бы получать обновления.
Веб-сайт быстро разрастался. 25 декабря 2008 года на нём открылся подсайт Comic Natalie, посвящённый новостям манги, 5 августа 2009 года — подсайт Owarai Natalie, посвящённый артистам комического жанра, и 18 мая 2011 года — подсайт Oyatsu Natalie, посвящённый лёгким закускам (джанк-фуду). Последний из перечисленных, правда, оказался недолговечным — он был закрыт 31 августа того же года.

## Руководство
Основатель и директор-представитель компании Natasha, Inc. — Такуя Ояма. Он также главный редактор веб-сайта музыкальный новостей. По состоянию на 2011 год, главный редактор подсайта Comic Natalie — Гэн Гараки, бас-гитарист, поигравший с такими артистами, как группа Speed, Ram Rider, Харуко Момои и Нана Кавасэ.

## Отзывы и критика
По мнению новостного издания IT Media News, на музыкальном веб-сайте Natalie есть огромное количество нужной ярым поклонникам информации. В то же время издание пишет, что информация чересчур подробна, и поэтому читатели не читают статьи целиком, а только просматривают, выхватывая отдельные кусочки.